# Ritratto di Camilla Gonzaga coi tre figli
Il Ritratto di Camilla Gonzaga coi tre figli è un dipinto a olio su tavola (128x97 cm) attribuito a Parmigianino e altri, databile al 1539-1540 circa e conservato nel Museo del Prado a Madrid. L'opera fa pendant col Ritratto di Pier Maria Rossi di San Secondo, marito della donna, nello stesso museo.

## Storia
L'inventario del 1686 del real Alcázar di Madrid a Madrid registra nella Sala dell'Aurora la "mujer del Conde de San Sigundo". A partire da questa indicazione, nel 1896, il Ricci vi riconobbe Camilla Gonzaga, moglie di Pier Maria III de' Rossi.
Basseri Rota (1995) ricostruì le tappe che portarono il dipinto in Spagna: nel 1650, nel corso delle trattative tra Farnese di Parma e Rossi di San Secondo su alcuni feudi confiscati a questi ultimi nel 1635, Scipione I de' Rossi si recò alla corte di Madrid, dove ottenne denaro e appoggio da Filippo IV che furono indispensabili per il buon esito della contesa; non portò però con sé i ritratti della coppia, ma forse lo promise, o comunque ne parlò, cosicché, nel 1664, un intermediario poté acquistarlo per conto del re dalla collezione Serra.
Del dipinto e del suo pendant vennero tratte numerose copie in antico. Due, viste a San Secondo da padre Ireneo Affò e scambiate per originali, vennero donate nel 1810 dal conte Rossi a Moreau de Saint Mery: nella copia del ritratto del conte vicino alla statua di Marte compare l'iscrizione "Imperio", assente nell'originale.
L'attribuzione al maestro è controversa: la negarono Freedberg (1950), Longhi (1991) e Di Giampaolo (1991), il quale indicò come possibile autore un artista della cerchia del Bronzino. È infatti assi probabile che Parmigianino, nei convulsi avvenimenti degli ultimi anni, non avesse fatto in tempo a creare anche il ritratto della contessa, morendo nel 1540. Forse a partire da un suo abbozzo dovette completarlo qualcun altro.
Camilla Gonzaga era figlia di Giovanni, signore di Vescovato, e di Laura Bentivoglio.

## Descrizione e stile
Su uno sfondo scuro si vede la contessa, ben tornita, indossante una ricca veste di velluto scarlatto, con lo scollo e il petto di mussolina pieghettata, e un ricco corredo di gioielli. Lo sguardo è rivolto verso destra, idealmente verso il ritratto del marito. Attorno ad essa stanno i tre figli Troilo, Federico e Ippolito. Tale iconografia compare per la prima volta nell'arte italiana, ispirandosi alle figure della Carità: solo Holbein aveva fatto qualcosa di simile anteriormente.
Complessa appare l'attribuzione dei fanciulli, che sembrano di mani diverse, tutte di qualità,  e che forse vennero aggiunti via via. Essi infatti non interagiscono tra loro e stanno attorno alla madre guardando in direzioni diverse. Quello di sinistra nell'angolo, il più giovane, ricorda certi Gesù Bambino di pale del Parmigianino (come quello nella Madonna di Santa Margherita), mentre quello vicino ha l'aspetto elegantemente devitalizzato dell'arte di Bronzino